# Hochschule für Musik und Theater „Felix Mendelssohn Bartholdy“ Leipzig

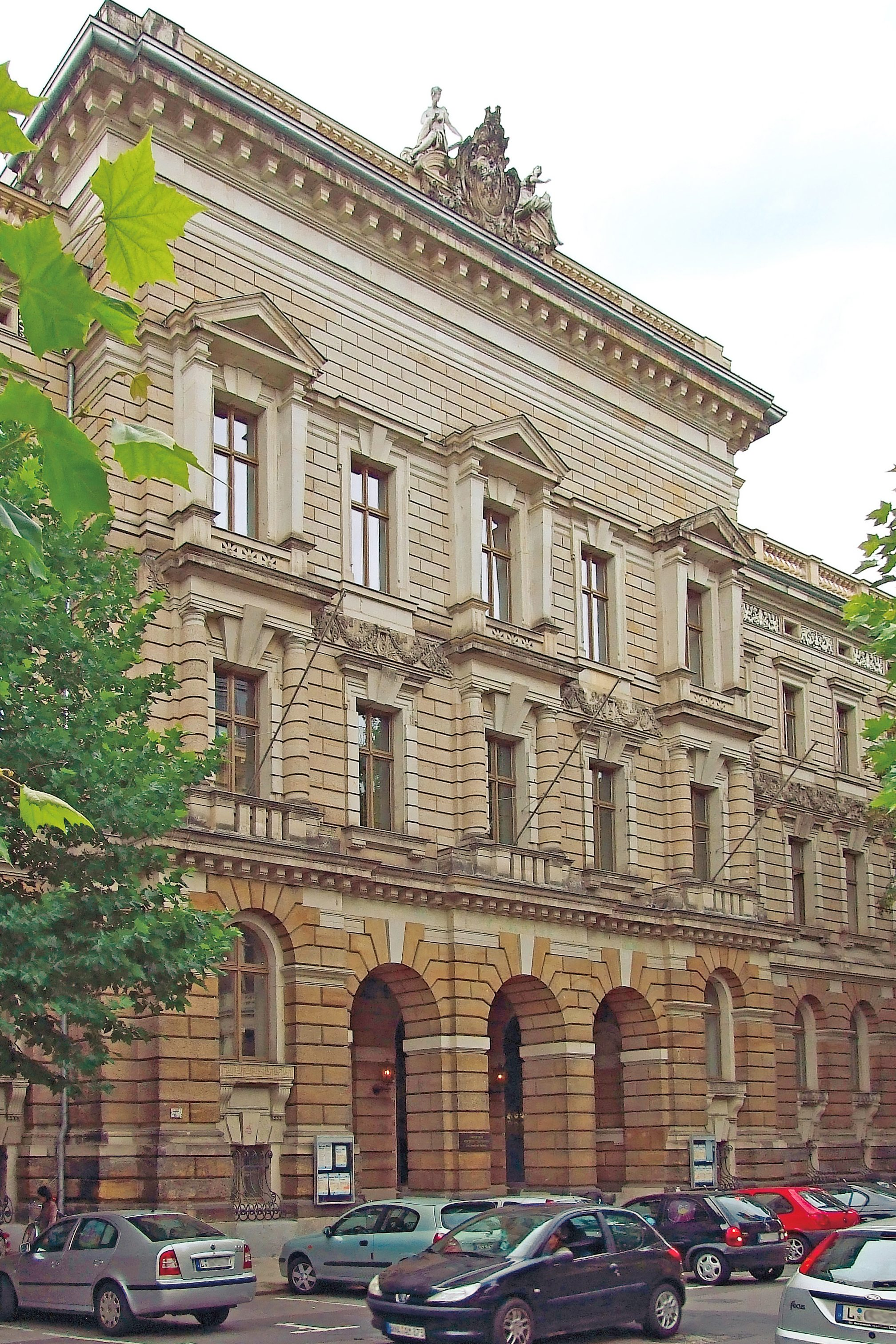
Haupteingang an der Grassistraße

Die Hochschule für Musik und Theater „Felix Mendelssohn Bartholdy“ Leipzig (kurz HMT Leipzig) ist eine staatliche Hochschule in Leipzig und die älteste Musikhochschule in Deutschland. Sie wurde 1843 als Conservatorium der Musik von dem Gewandhauskapellmeister, Komponisten und Pianisten Felix Mendelssohn Bartholdy gegründet und entwickelte sich schnell zu einer der renommiertesten Institutionen ihrer Art in Europa. Die HMT beherbergt auch das traditionsreiche Kirchenmusikalische Institut (K.I.), das 1919 der Thomaskantor und Organist Karl Straube gegründet hatte.
Zu Ehren ihres Gründers trug sie mit der Wiedereröffnung im Jahr 1946 den Namen Staatliche Hochschule für Musik – Mendelssohn-Akademie (ab 1972 Hochschule für Musik „Felix Mendelssohn Bartholdy“).
Nach Integration der Theaterhochschule „Hans Otto“ Leipzig, der ersten Theaterhochschule Deutschlands, trägt sie seit 1992 ihren heutigen Namen.
Eine enge Verbindung zwischen Ausbildung und Praxis besteht zum Gewandhausorchester und der Oper, zum MDR-Sinfonieorchester, auch zum Leipziger Symphonieorchester sowie zum Staatsschauspiel Dresden, dem neuen theater Halle, dem Schauspiel Leipzig sowie dem Düsseldorfer Schauspielhaus.

## Geschichte

### Conservatorium der Musik

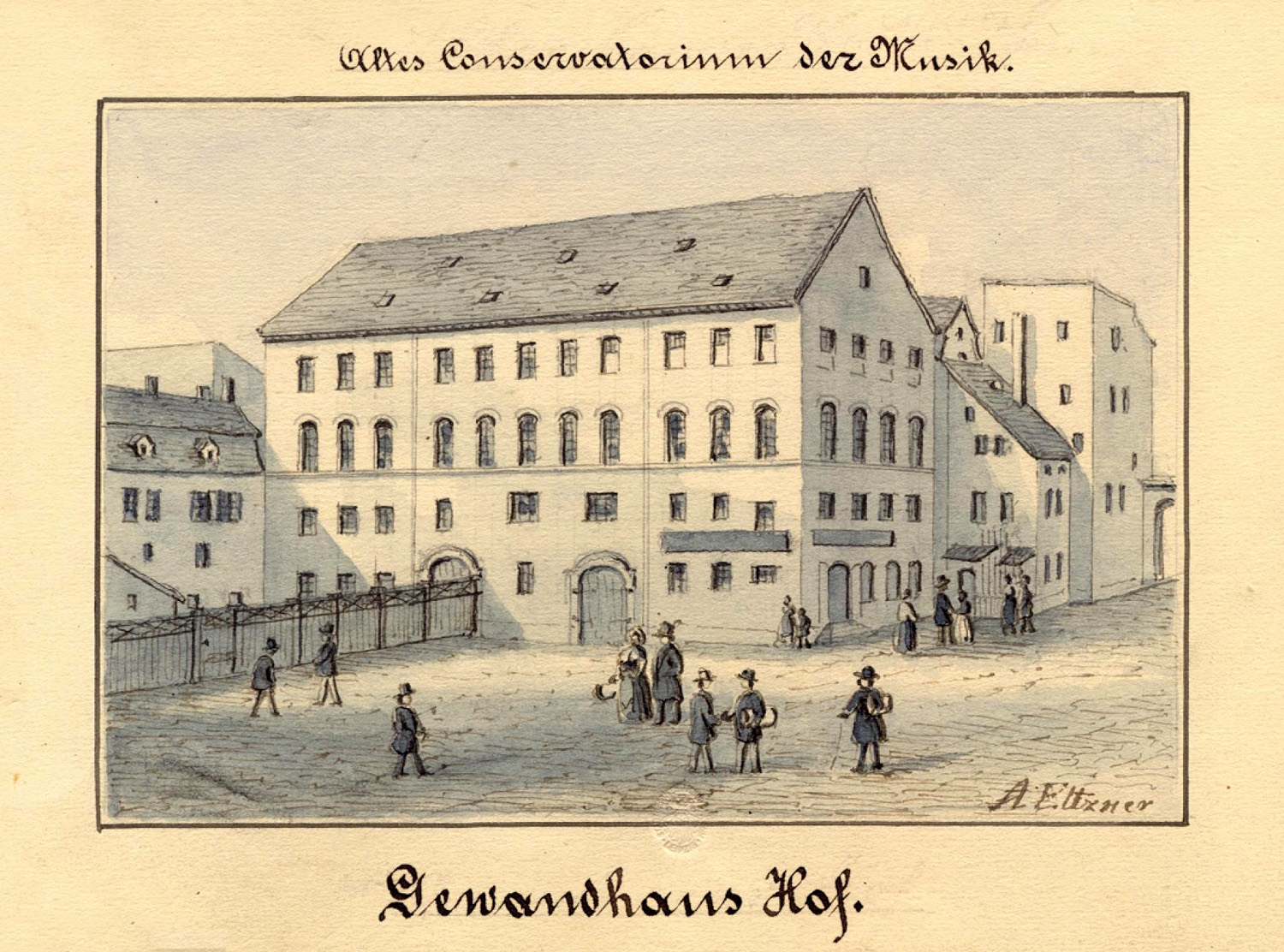
Das alte Conservatorium der Musik auf einer Zeichnung von Adolf Eltzner, um 1860

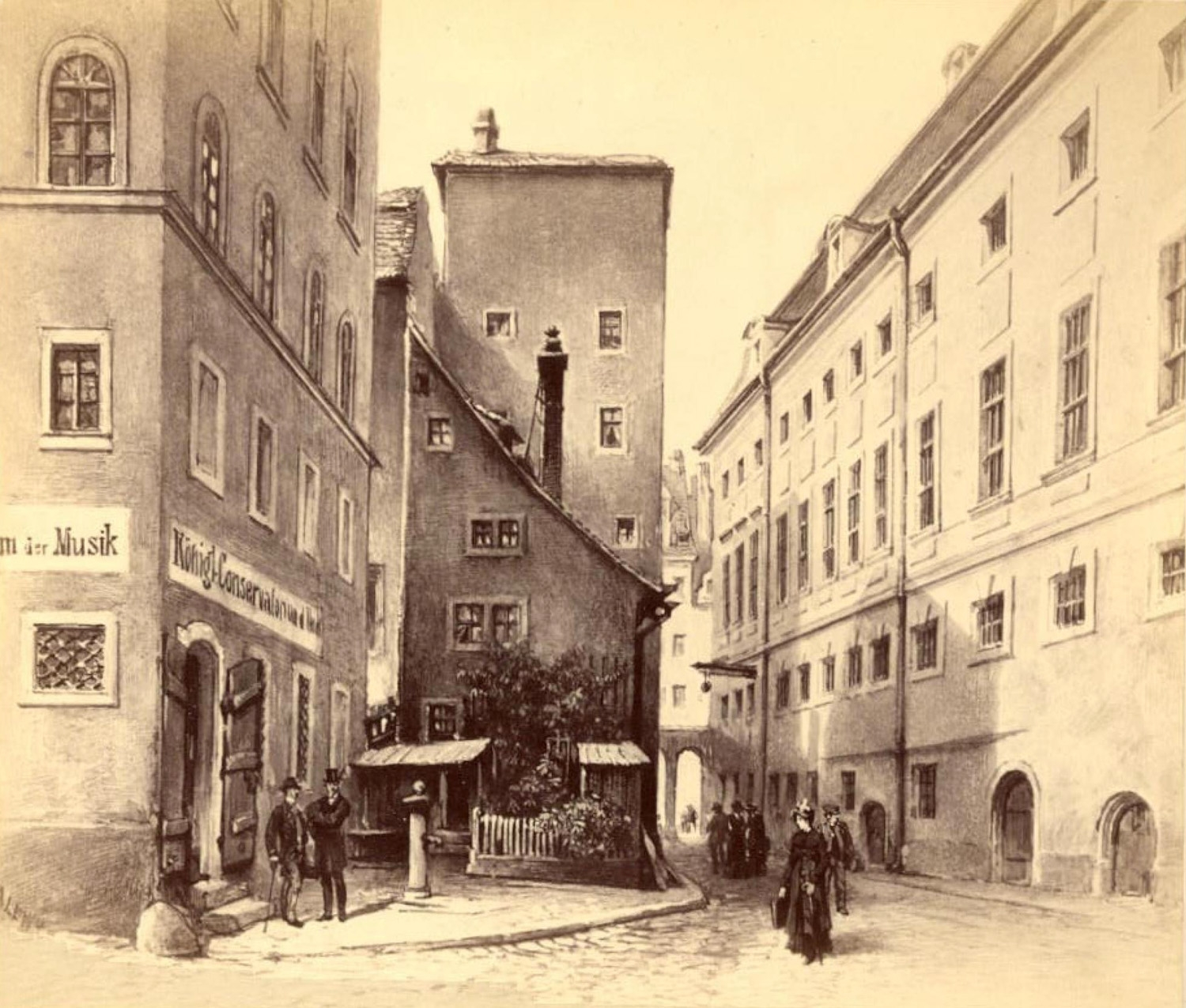
Das alte Conservatorium der Musik im Hofe des Gewandhauses, nach einem Aquarell von Anton Lewy 1886

Die traditionsreiche Musikstadt Leipzig, in der schon Johann Sebastian Bach wirkte, bot Anfang des 19. Jahrhunderts optimale Bedingungen für die Gründung einer musikalisch-akademischen Talenteschmiede. Vier engagierte Bürger der Stadt, nämlich der Rechtsanwalt Heinrich Conrad Schleinitz (zweiter Direktor), der Kreisdirektor von Leipzig Johann Paul von Falkenstein und der Königlich Sächsische Hofrat Johann Georg Keil sowie der Gewandhauskapellmeister Felix Mendelssohn Bartholdy setzten die bisherigen Gedankengänge in die Tat um.
Finanziell gefördert wurde das Projekt durch das Testament des Königlich Sächsischen Oberhofgerichtsrates Heinrich Blümner, der dem Sächsischen König Friedrich August II. 20.000 Taler zur Verfügung stellte. Im Januar 1843 wurde das Programm des zukünftigen Konservatoriums veröffentlicht. Am 2. April 1843 gründete schließlich der Komponist Mendelssohn Bartholdy ein Conservatorium der Musik. Insgesamt wurden bis Anfang des zweiten Semesters im Jahr 1843 60 Schüler (auch Amerikaner, Engländer und Holländer), davon 46 Schüler und 14 Schülerinnen, aufgenommen, als allererster Theodor Kirchner. Der Unterricht erfolgte getrennt nach Geschlechtern, auch Unterrichtsinhalte und -umfang unterschieden sich. So gab es z. B. einen drei Jahre umfassenden Theoriekurs für Männer und einen auf zwei Jahre reduzierten für Frauen. Eine Kompositionsklasse für Frauen wurde erst 1859 eingerichtet.
Dem ersten Direktorium gehörten, neben den Gründungsvätern, der Stadtrat Moritz Seeburg und der Musikverleger Friedrich Kistner an. Später wurden die Kaufleute Gustav Preußer und Johann Heinrich Gruner, der Stadtrat Ludwig Lippert-Dähne, der Rechtsanwalt und Domherr Emil Wendler und der Legationsrat Adolf Keil für die Leitung gewonnen. Im Jahr 1883 gab es eine erneute Umstrukturierung unter Otto Günther, der den Kaufmann Emil Trefftz, den Theaterdirektor Heinrich Behr, den Konsul Bernhard Limburger und den Bankdirektor Rudolf Wachsmuth berief.
Die Bildungsstätte hatte ihren Sitz zunächst im (ersten) Gewandhaus (Gewandgäßchen/Universitätsstraße in der Innenstadt, heute steht dort das Städtische Kaufhaus). Als Lehrkräfte für die Orchesterinstrumente wurden Musiker des Gewandhausorchesters verpflichtet, die so ihren Orchesternachwuchs ausbildeten. Diese einmalige und erfolgreiche Tradition wurde erst nach der deutschen Wiedervereinigung 1990 aus formalen Gründen aufgegeben. Neben Mendelssohn lehrten anfangs Moritz Hauptmann, Robert Schumann, Ferdinand David, Carl Ferdinand Becker und Christian August Pohlenz. In Folge traten Ferdinand Böhme, Moritz Klengel, Louis Plaidy, Ernst Ferdinand Wenzel und Henriette Bünau-Grabau (erste und zu ihrer Zeit einzige Lehrerin des Konservatoriums) als Lehrkräfte in Erscheinung.
Bereits 1843/44 wechselte Mendelssohn Bartholdy auf Wunsch des preußischen Königs Friedrich Wilhelm IV. nach Berlin. Seine Professur übernahm für kurze Zeit Ferdinand Hiller. Auch Schumann wechselte als Chorleiter nach Dresden. Rudolph Sachse, Giovanni Battista Ghezzi, Ernst Friedrich Richter (Lehrer von Oscar Paul) und Niels Wilhelm Gade kamen dafür nach Leipzig. Darüber hinaus wirkten Franz Brendel, Ignaz Moscheles, Joseph Joachim (sein Nachfolger Raimund Dreyschock) und Julius Rietz. Für wenige Monate lehrte Clara Schumann 1843 am Konservatorium.
Die große Gesangstradition am Konservatorium lässt sich durch renommierte Lehrkräfte erklären. Bünau-Grabau wurde 1852 von Fanny Schäfer-Hofer, sie 1853 von Franz Götze und er wiederum 1868 von Carl Gloggner-Castelli abgelöst. 1871 kam Albert Konewka und 1874 Adolf Schimon.

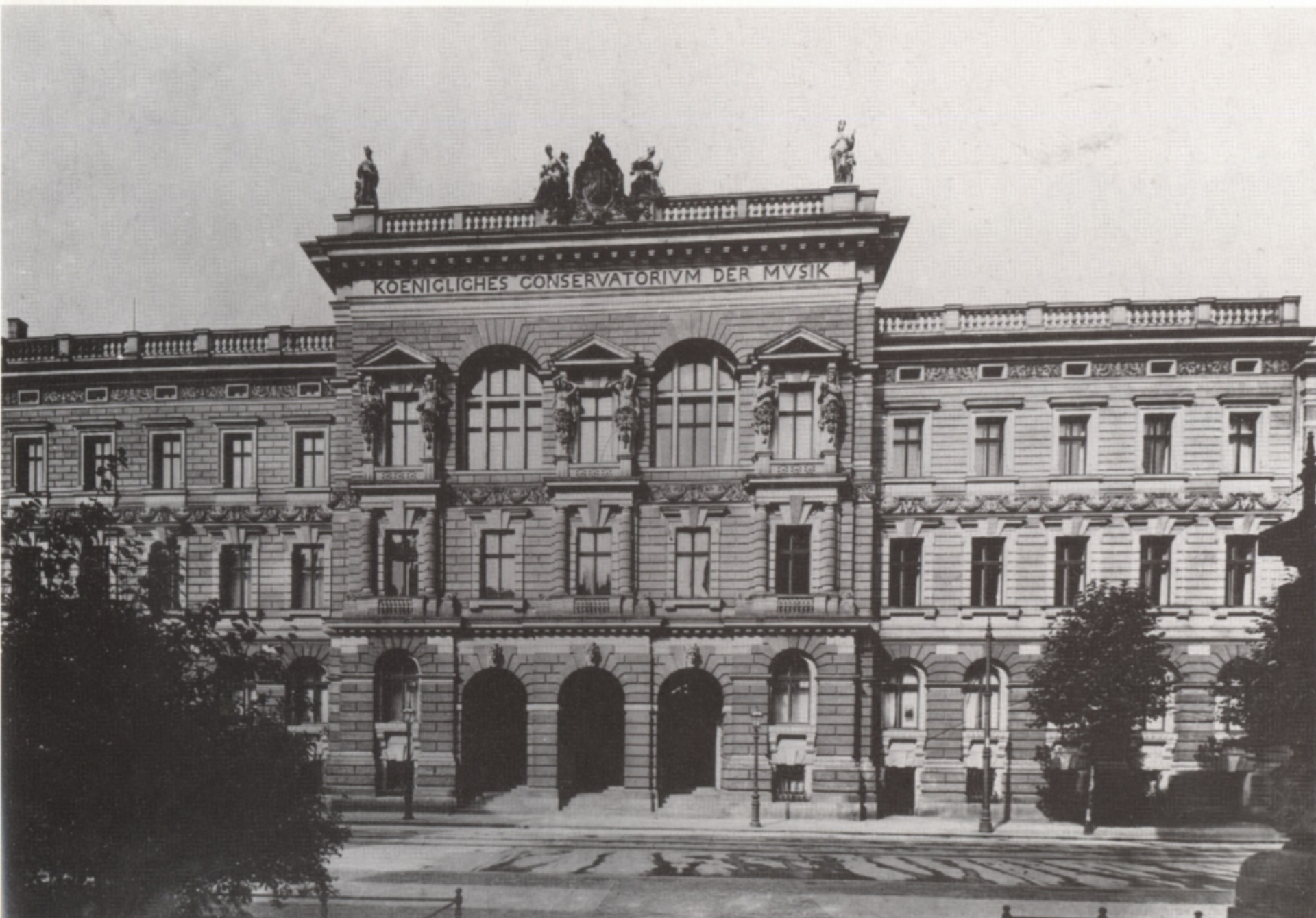
Königliches Konservatorium der Musik in der Grassistraße um 1910.

### Königliches Konservatorium bzw. Landeskonservatorium der Musik
Im Jahr 1876 erhielt die Einrichtung die Erlaubnis, künftig den Namen Königliches Konservatorium der Musik zu Leipzig zu führen. Am 5. Dezember 1887 wurde das neue Gebäude des Konservatoriums in der Grassistraße 8 eingeweiht, das 1885 bis 1887 nach einem Entwurf des Leipziger Architekten Hugo Licht im Musikviertel südwestlich der Altstadt errichtet wurde. Gönner war die Familie des Pathologen Justus Radius. Außerdem kam es zu reichhaltigen Spenden durch die Herren Demuth, Frage, Gruner, Keil, Seeburg und Vogt.

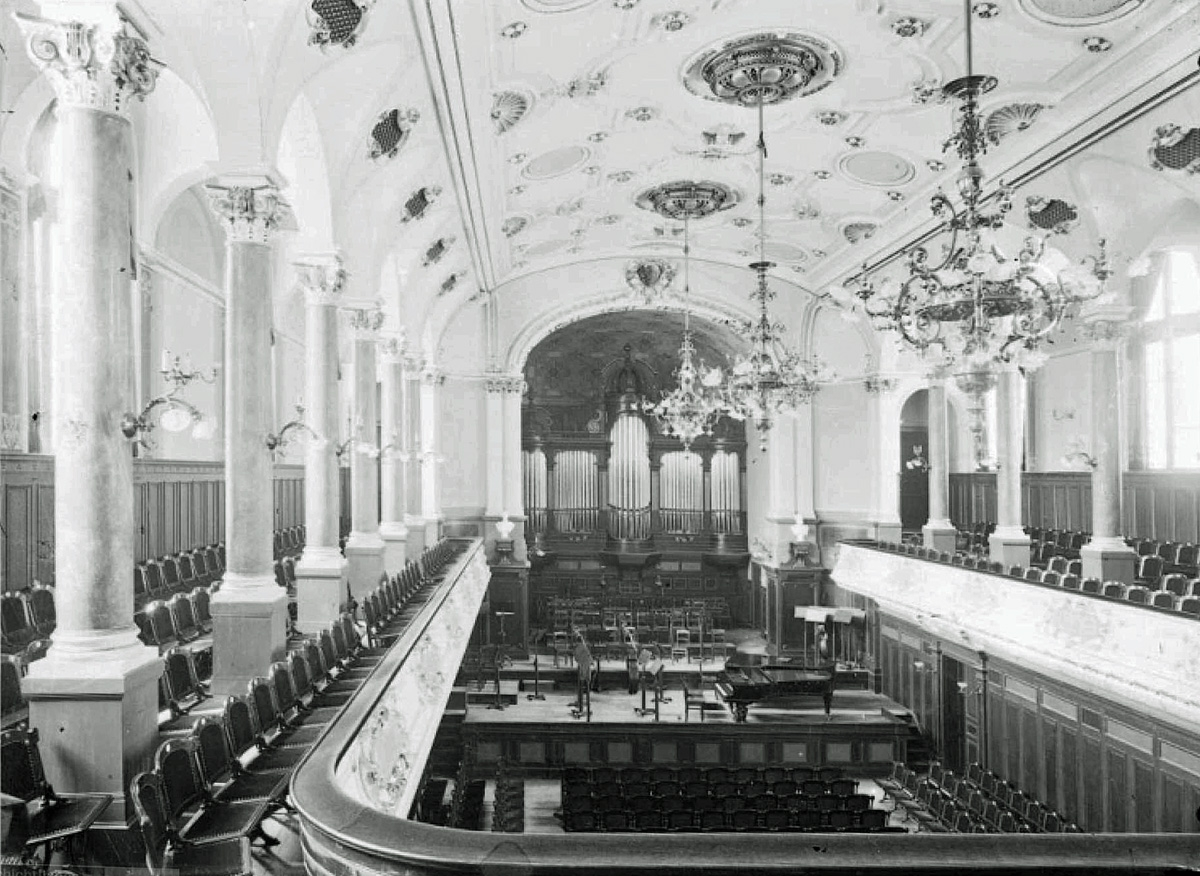
Vortragssaal um 1900, mit Blick auf die historische Walcker-Orgel

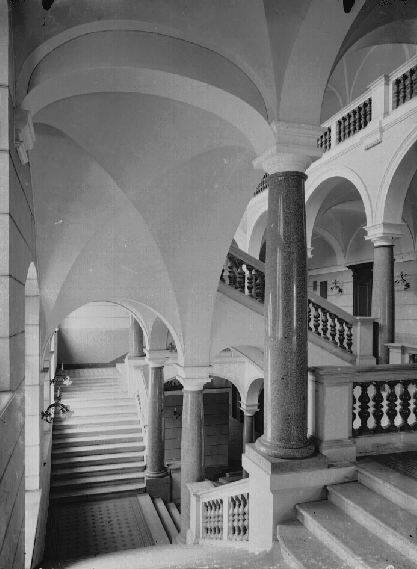
Treppenhaus

Im Jahr 1924 wurde das Königliche Konservatorium (nachdem es das Königreich Sachsen schon sechs Jahre nicht mehr gab) in Landeskonservatorium der Musik zu Leipzig umbenannt.
Im Sommersemester 1938 lernten 342 Studenten (ausschließlich männlichen Geschlechts) am Landeskonservatorium; damit war es nach der Musikhochschule in Berlin (633 Studenten), der Hochschule für Musik Köln (406 Studenten) und der Hochschule für Musik und Theater München (404 Studenten) die viertgrößte Musikhochschule des Deutschen Reichs.
Von 1942 bis 1945 war der österreichische Komponist Johann Nepomuk David (1895–1977), der schon seit 1934 als Lehrer, später als Professor am Landeskonservatorium wirkte, kommissarischer Direktor der Einrichtung.

### Hochschule für Musik
Am 8. Juni 1941 (sechs Jahre nach der Gleichschaltung des Landes Sachsen) wurde das „Landeskonservatorium“ in Staatliche Hochschule für Musik, Musikerziehung und darstellende Kunst umbenannt. Während des Zweiten Weltkrieges musste die Musikhochschule im Jahr 1944 ihre Tätigkeit einstellen.
Am 1. Oktober 1946 wurde die Hochschule für Musik als Staatliche Hochschule für Musik – Mendelssohn-Akademie wiedereröffnet und erhielt am 4. November 1972, anlässlich des 125. Todestages ihres Gründers, den Namen Hochschule für Musik „Felix Mendelssohn Bartholdy“.

### Hochschule für Musik und Theater
Das Sächsische Hochschulstrukturgesetz vom 10. April 1992 bestätigte die Musikhochschule in Leipzig und erweiterte sie gleichzeitig durch den Anschluss von Teilen der aufgelösten Theaterhochschule „Hans Otto“ Leipzig (1953 als erste Theaterhochschule Deutschlands in Leipzig gegründet) zur heutigen Hochschule für Musik und Theater „Felix Mendelssohn Bartholdy“.
Der langjährige Gewandhauskapellmeister Kurt Masur sagte anlässlich des Jubiläums des Musikkonservatoriums 1993:

„Mendelssohns Idee hat sich über 150 Jahre bewährt. Sein Konservatorium bildet mit den Thomanern, der Oper und dem Gewandhaus bis auf den heutigen Tag das Rückgrat unseres städtischen Musiklebens.“

Der im Zweiten Weltkrieg zerstörte Südflügel mit dem Konzertsaal des Konservatoriums wurde ab 1995 durch einen Neubau ersetzt. Im Jahr 2001 wurde der neue Große Saal mit 430 Zuschauerplätzen eröffnet. Der Entwurf des Dortmunder Architekturbüros Gerber – außen und innen mit Holz verkleidet – wurde 2004 vom Bund Deutscher Architekten Sachsen ausgezeichnet. Das zweite Gebäude der Hochschule am Dittrichring (ehemalige Zentrale der Alten Leipziger Lebensversicherung bzw. „Haus der deutsch-sowjetischen Freundschaft“) wurde 2002 bezogen. Seit 2004 besteht in Kooperation mit dem Gewandhausorchester eine Orchesterakademie zur Förderung von Spitzenmusikern.
Auch heute spielt das zeitgenössische Komponieren, die Neue Musik, wieder eine große Rolle an der Hochschule. So wurde 2007 vonseiten der Fachrichtung Komposition die Reihe Musik & Gegenwart gegründet, die je Studienjahr eine Zahl Konzertveranstaltungen beinhaltet, darunter auch einmal pro Semester Studentenwerke zur Uraufführung bringt. Außerdem bezeichnet derselbe Name ein jährlich stattfindendes interdisziplinäres Symposium, zu welchem Referenten „aus den Bereichen der Philosophie, der Musikkritik, der Wissenschaft, der Komposition und der Literatur“ an die Hochschule eingeladen werden. Ein 2016 gegründetes Zentrum für Gegenwartsmusik (ZfGM) pflegt das Studium und die Aufführung der Neuen Musik als der großen Musikepoche seit dem Beginn des 20. Jahrhunderts, initiiert musikalische und kompositorische Kreativität in der Gegenwart, fördert die epochenübergreifende Auseinandersetzung zwischen älterer und neuer Musik und öffnet den Horizont für die Aufgaben und Potentiale der Zukunft.

#### Orgel
Die Konzert-Orgel im Großen Saal wurde 2002 von der Orgelbau Eule (Bautzen) erbaut. Bereits im historischen, im Zweiten Weltkrieg zerstörten Großen Saal befand sich eine große Konzertorgel, die 1887 von dem Orgelbauer E.F. Walcker & Cie. (Ludwigsburg) erbaut wurde. Die heutige Orgel wurde in Anlehnung an Instrumente von Walcker und Friedrich Ladegast gebaut. Das Schleifladeninstrument hat 60 (einschließlich zweier extendierter) Register auf drei Manualen und Pedal. Die Spieltrakturen sind mechanisch, die Registertrakturen sind elektrisch. Das Instrument ist mit einer programmierbaren Crescendowalze ausgestattet. Neben dem Schwellwerk sind auch das Positiv und das seltene Register Physharmonika 8′ schwellbar.
| I Hauptwerk C–a3 |                  |       |
| 1.               | Principal        | 16′   |
| 2.               | Principal        | 8′    |
| 3.               | Rohrflöte        | 8′    |
| 4.               | Flute harmonique | 8′    |
| 5.               | Viola di Gamba   | 8′    |
| 6.               | Doppelgedackt    | 8′    |
| 7.               | Octave           | 4′    |
| 8.               | Hohlflöte        | 4′    |
| 9.               | Gemshorn         | 4′    |
| 10.              | Quinte           | 2 ⁄3′ |
| 11.              | Superoctave      | 2′    |
| 12.              | Mixtur maior V   | 4′    |
| 13.              | Mixtur minor III | 2′    |
| 14.              | Cornet V         | 8′    |
| 15.              | Fagott           | 16′   |
| 16.              | Trompete         | 8′    |

| II Positiv C–a3 |                  |        |
| 17.             | Lieblich Gedackt | 16′    |
| 18.             | Principal        | 8′     |
| 19.             | Lieb. Gedackt    | 8′     |
| 20.             | Konzertflöte     | 8′     |
| 21.             | Salicional       | 8′     |
| 22.             | Octave           | 4′     |
| 23.             | Flauto traverso  | 4′     |
| 24.             | Rohrflöte        | 4′     |
| 25.             | Nazard           | 2 ⁄3′  |
| 26.             | Piccolo          | 2′     |
| 27.             | Tierce           | 1 3⁄5′ |
| 28.             | Sifflet          | 1′     |
| 29.             | Mixtur V         | 1 ⁄3′  |
| 30.             | Clarinette       | 8′     |
| 31.             | Voix humaine     | 8′     |
| 32.             | Physharmonika    | 8′     |
|                 | Tremulant        |        |

| III Schwellwerk C–a3 |                            |       |
| 33.                  | Stillgedackt               | 16′   |
| 34.                  | Salicional                 | 16′   |
| 35.                  | Geigenprincipal            | 8′    |
| 36.                  | Flauto traverso            | 8′    |
| 37.                  | Bourdon                    | 8′    |
| 38.                  | Aeoline                    | 8′    |
| 39.                  | Vox coelestis              | 8′    |
| 40.                  | Fugara                     | 4′    |
| 41.                  | Flûte octaviante           | 4′    |
| 42.                  | Octavin                    | 2′    |
| 43.                  | Cornet d’echo III          | 2 ⁄3′ |
| 44.                  | Progressio harmonique II–V | 2′    |
| 45.                  | Bombarde                   | 16′   |
| 46.                  | Trompette harm.            | 8′    |
| 47.                  | Basson-Hautbois            | 8′    |
| 48.                  | Clairon harm.              | 4′    |
|                      | Tremulant                  |       |

| Pedal C–g1 |                     |       |
| 49.        | Grand Bourdon       | 32′   |
| 50.        | Principal           | 16′   |
| 51.        | Violonbaß           | 16′   |
| 52.        | Subbaß (aus Nr. 49) | 16′   |
| 53.        | Octavbaß            | 8′    |
| 54.        | Cello (aus Nr. 51)  | 8′    |
| 55.        | Baßflöte            | 8′    |
| 56.        | Octave              | 4′    |
| 57.        | Rauschpfeife III    | 2 ⁄3′ |
| 58.        | Posaune             | 16′   |
| 59.        | Trompete            | 8′    |
| 60.        | Trompete            | 4′    |

- Koppeln: II/I, III/I (auch als Suboktavkoppel), III/II (auch als Suboktavkoppel), I/P, II/P, III/P

### Außenstelle Magdeburg

Eitelfriedrich Thom

Von 1978 bis 1994 unterhielt die Musikhochschule eine Außenstelle in der Stadt Magdeburg. Das Institut galt als Hochburg der Mandolinen-Ausbildung in der DDR. Außerdem konnten die Fächer Gitarre, Chorgesang und Violine studiert werden. Leiter der Außenstelle waren u. a. Eitelfriedrich Thom. Die Außenstelle wurde in das Institut für Musik der neu gegründeten Otto-von-Guericke-Universität Magdeburg eingegliedert.

### Kirchenmusikalisches Institut
Im Jahr 1992 wurde das Kirchenmusikalische Institut (K.I.) der Hochschule wiedergegründet. Seine Gründung geht auf Karl Straube im Jahr 1921 zurück. Es hat in Deutschland eine bedeutende Tradition, verbunden mit Namen wie Kurt Thomas und Günther Ramin. Es gehört zur Fakultät III der Hochschule und bietet neben den Studiengängen Kirchenmusik B und A die Diplomstudiengänge Chordirigieren und Orgel sowie die entsprechenden künstlerischen Aufbaustudiengänge an.

### Schauspielinstitut "Hans Otto"
Die Schauspielausbildung der HMT ist einzigartig in Deutschland und in ihrem Wesen die Fortsetzung der erfolgreichen Arbeit der Theaterhochschule "Hans Otto" Leipzig. Im Master-Studiengang Schauspiel beträgt die Studienzeit acht Semester, von denen die ersten vier (Grundstudium) an der Hochschule in Leipzig absolviert werden, während das Studium der letzten zwei Jahre (Hauptstudium) eine praktische Ausbildung in Schauspielstudios beinhaltet, die z. Z. am Düsseldorfer Schauspielhaus, Staatsschauspiel Dresden, neuen theater Halle und am Schauspiel Leipzig angesiedelt ist. Voraussetzung zur Aufnahme des Studiums ist ein bestandener Eignungstest und die Aufnahmeprüfung. Das Schauspielinstitut ist Mitglied der SKS (Ständige Konferenz Schauspielausbildung).

### Namen der Hochschule
- 1843–1876: Conservatorium der Musik
- 1876–1924: Königliches Konservatorium der Musik zu Leipzig
- 1924–1941: Landeskonservatorium der Musik zu Leipzig
- 1941–1944: Staatliche Hochschule für Musik, Musikerziehung und darstellende Kunst
- 1946–1972: Staatliche Hochschule für Musik – Mendelssohn-Akademie
- 1972–1992: Hochschule für Musik „Felix Mendelssohn Bartholdy“
- seit 1992: Hochschule für Musik und Theater „Felix Mendelssohn Bartholdy“ Leipzig

### Projekte zur Hochschulgeschichte
Seit 2020 laufen an der Bibliothek und dem Archiv der Hochschule mehrere Projekte zur Aufarbeitung der Hochschulgeschichte anhand der Unterlagen aus dem Archiv der HMT.
Zum einen werden in der Online-Datenbank CARLA (Conservatory Archive Records Leipzig with Additions) biographische Daten zu Studierenden, Lehrenden und weiteren Angehörigen des Konservatoriums verzeichnet. Quellengrundlage bilden die historischen Studierendenunterlagen aus dem Archiv der Hochschule, die für die Zeit von 1843 bis 1918 in digitalisierter Form auf sachsen.digital vorliegen. Alle in diesen Unterlagen erwähnten Personen können über CARLA recherchiert werden. Neben allgemeinen biographischen Informationen enthält CARLA auch Daten zur Tätigkeit der verzeichneten Personen am Leipziger Konservatorium. Zusätzlich wird auf weiterführende Online-Quellen, wie Wikipedia, Kalliope und MUGI (Musik und Gender im Internet) verlinkt.
Parallel werden die Konzertprogramme des Leipziger Konservatoriums aus dem Archiv der Hochschule über die Ereignisdatenbank musiconn.performance des Fachinformationsdiensts Musikwissenschaft erschlossen. Die Digitalisate der Originale aus dem Archiv der Hochschule sind ebenfalls über sachsen.digital einsehbar. Auf musiconn.performance werden neben den Kerndaten der Veranstaltungen, wie Veranstaltungsdatum, -zeit und -ort auch alle aufgeführten Werke und die ausführenden Personen mit ihren Funktionen erfasst. Dadurch wird die Konzerttätigkeit des Hauses seit dem ersten Konzert 1844 abgebildet.
Beide Projekte verweisen durch Links aufeinander, wodurch eine digitale Forschungsdatenumgebung entsteht.

## Lage
Die Musikhochschule befindet sich im Musikviertel im Leipziger Stadtteil Zentrum-Süd. Das Hauptgebäude und das Bläserhaus liegen in der Grassistraße, zwischen Wächterstraße und Beethovenstraße. Benachbarte Hochschulen sind die Hochschule für Technik, Wirtschaft und Kultur Leipzig und die Hochschule für Grafik und Buchkunst Leipzig. Weitere Einrichtungen in der Nähe sind die Universitätsbibliothek Leipzig und die Galerie für Zeitgenössische Kunst, außerdem sind das Bundesverwaltungsgericht, die Spanische Botschaft, das Generalkonsulat der USA und der Honorarkonsul Rumäniens hier ansässig.
Das Gebäude am Dittrichring befindet sich gegenüber der Gedenkstätte Museum in der „Runden Ecke“. Es ist in unmittelbarer Nähe zum Centraltheater und zur Skala, den Bühnen des Schauspiels Leipzig.

## Hochschul-Struktur

### Gremien
Die Hochschule wird von einem Rektoratskollegium, bestehend aus einem Rektor als Vorsitzenden, zwei Prorektoren und einem Kanzler geleitet. Der derzeitige Rektor ist Gerald Fauth. Er vertritt die Hochschule nach außen. Die Prorektoren und damit seine Stellvertreter sind Ute Fries, zuständig für Lehre und Studium und Thomas Lennartz, verantwortlich für die Künstlerische Praxis. Kanzler der Hochschule ist Oliver Grimm. Er wurde 2010 vom Sächsischen Staatsministerium für Wissenschaft und Kunst eingesetzt. Er ist oberster Verwalter und zuständig für den Haushalt der Hochschule.
Das oberste Gremium ist der Senat. Er besteht aus elf stimmberechtigten Mitgliedern. Dies sind sechs Hochschullehrer, drei Mitarbeiter und zwei Studierende. Hinzu kommen der Rektor, die zwei Prorektoren, der Kanzler, die Dekane der drei Fakultäten sowie die Gleichstellungsbeauftragte der Hochschule als Mitglieder mit beratender Stimme.
Der Erweiterte Senat umfasst elf stimmberechtigte Mitglieder (acht Hochschullehrer, vier Mitarbeiter, vier Studierende) sowie den Rektor, die Prorektoren, den Kanzler, die Dekane und die Gleichstellungsbeauftragte der Hochschule als Mitglieder mit beratender Stimme.
Der Hochschulrat setzt sich aus fünf Persönlichkeiten aus Wissenschaft, Wirtschaft, Justiz und Kultur zusammen. Mitglieder sind Jürgen Meixensberger (Neurochirurg und ehemaliger Klinikdirektor am Universitätsklinikum Leipzig), Ute Endesfelder (ehemalige Abteilungsdirektorin für Private Banking bei der Sparkasse Leipzig), Martin Schmeding (Professor für Orgel) und Ralf Schrabbe (Professor für Jazzpiano). Vorsitzende ist Bettina Dick (ehemalige Präsidentin des Verwaltungsgerichts Leipzig).

### Verwaltung
Der Verwaltungsleiter der Hochschule ist der Kanzler.
Hinzu kommen drei Referate. Erstens das Referat Finanzen, Haushalt und Personal, welches die finanziellen und personalrechtlichen Angelegenheiten regelt. Zweitens das Referat Studienangelegenheiten, welches das Studium organisiert. Schließlich drittens das Referat Innerer Dienst für räumliche und sicherheitstechnische Belange.

### Zentrale Einrichtungen
Neben der Hochschulbibliothek sind der Hochschule ein Künstlerisches Betriebsbüro, eine Pressestelle, ein Tonstudio und ein Videostudio angegliedert.

### Freundeskreis
Der Freundeskreis der Hochschule für Musik und Theater Leipzig e. V. wurde 1991 gegründet. Er finanzierte den 1 Mio. DM teuren Neubau des Großen Saals der Hochschule, der 2001 fertiggestellt wurde. Heute sind 300 Personen Mitglieder des Vereins. Der Vorstandsvorsitzende ist Patrik Fahrenkamp, der Vorsitzender der Stadtbau AG Leipzig.

## Fachbereiche und Studiengänge

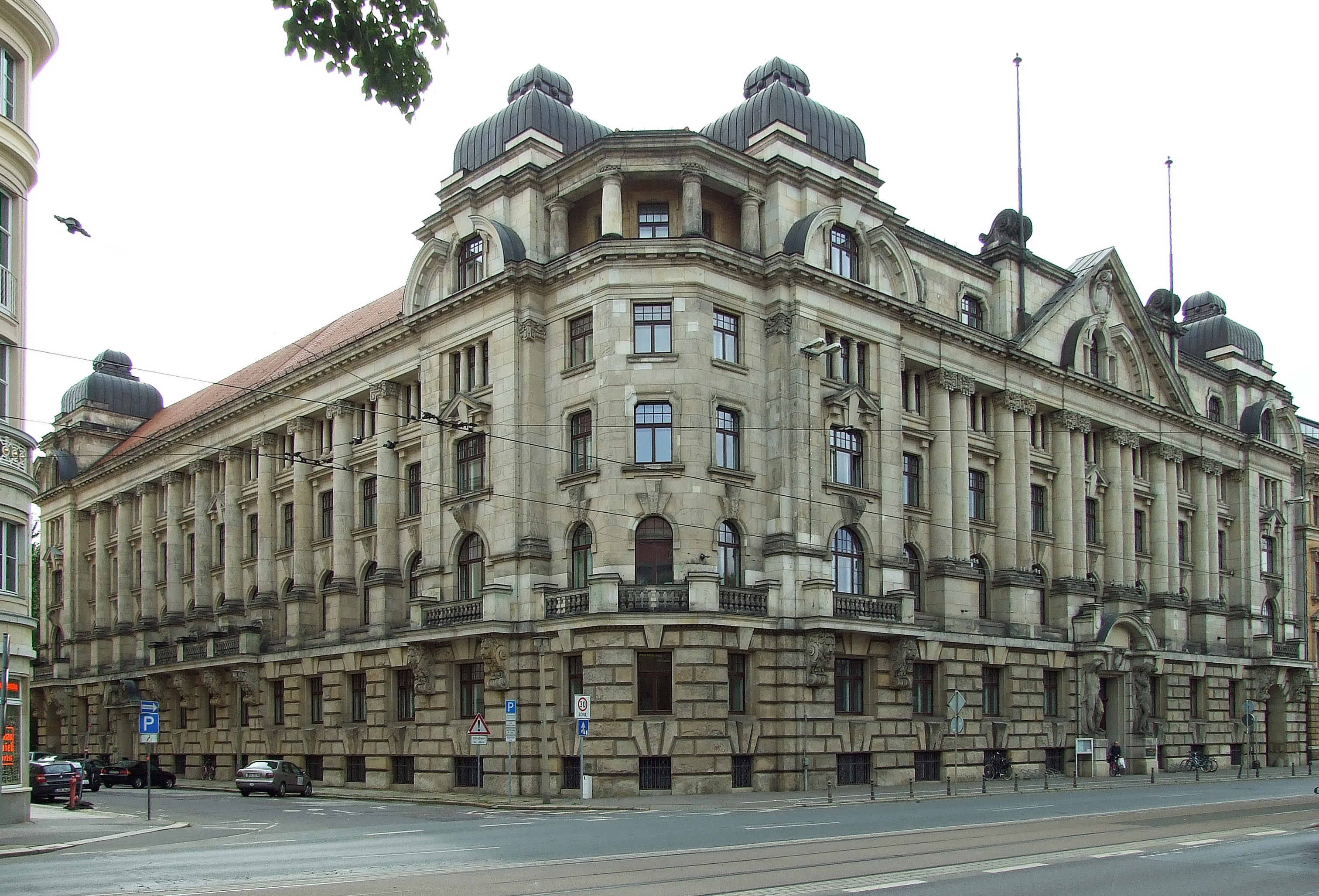
Das Gebäude am Dittrichring beherbergt 7 der 13 Fachrichtungen der Hochschule, u. a. das Kirchenmusikalische und das Schauspielinstitut

Seit 1999 hat der Bologna-Prozess Eingang gefunden. Dies führte zu einer intensiven Diskussion über modularisierte Bachelor- und Masterstudiengänge. Bis zum Wintersemester 2010/11 setzen alle Fachrichtungen den Prozess um.
Ferner verfügt die Hochschule über ein eigenes Hochschulsinfonieorchester unter der Leitung von Matthias Foremny.

### Fakultät I
Die Fakultät I beheimatet die Fachrichtungen Streichinstrumente/Harfe, Blasinstrumente/Schlagzeug, Jazz/Popularmusik sowie Dirigieren und Klavier.

### Fakultät II
In der Fakultät II finden sich die Fachrichtungen Klassischer Gesang/Musiktheater, Alte Musik sowie das Schauspielinstitut „Hans Otto“.

### Fakultät III
Zur Fakultät III gehören das Institut für Musikpädagogik, das Kirchenmusikalische Institut, die Fachrichtungen Dramaturgie und Komposition/Tonsatz sowie das Institut für Musikwissenschaft.

## Forschung

### Musikwissenschaft
Die Fachrichtung Musikwissenschaft, Musikpädagogik und Sprachen untersucht im Projekt Instrumentalgattungen vom 14. bis zum 16. Jahrhundert: Improvisation – Stil – Gattung das Zusammenwirken von Stil- und Gattungsmerkmalen, ein Projekt von Kateryna Schöning. Es wurde von der Alexander-von-Humboldt-Stiftung gefördert.

### Musiktheorie
Im Jahr 2006 richtete die Fachrichtung Komposition und Tonsatz der HMT in Zusammenarbeit mit dem Staatlichen Institut für Musikforschung (SIM) der Stiftung Preußischer Kulturbesitz, der Gesellschaft für Musiktheorie (GMTH) und dem Forum Thomanum unter der Schirmherrschaft des Thomaskantors Georg Christoph Biller das Symposium „Sethus Calvisius“ aus. Der Bericht und die CD zum Symposium wurden 2008 veröffentlicht. In den Studienjahren 2017/18 und 2018/19 kooperierte die Fachrichtung Komposition/Tonsatz mit dem Musikdepartement der Sorbonne zu einem Forschungsprojekt mit dem Titel „Compositrices et interprètes en France et en Allemagne: approches historiques, sociologiques et analytiques“.

### Dramaturgie
Im Jahre 2006 richtete die Fachrichtung Dramaturgie ein durch die VolkswagenStiftung gefördertes Internationales Symposium Die Beziehung von Musik und Choreographie im Ballett des 16. bis 20. Jahrhunderts in Zusammenarbeit mit Michael Malkiewicz von der Paris-Lodron-Universität Salzburg und Jörg Rothkamm aus. Unter der Leitung von Petra Stuber wurde das Forschungsprojekt Theater und 19. Jahrhundert ins Leben gerufen. Außerdem leitet sie das Drittmittelprojekt Virtuelle Fachbibliothek Medien- und Kommunikationswissenschaft, Theater und Filmkunst.

### Schauspiel
Die Fachrichtung Schauspiel beschäftigt sich seit 2006 mit dem Forschungsprojekt „Systemische Körper? Kulturelle und politische Konstruktionen des Schauspielers in schauspielmethodischen Programmen Deutschlands 1945–1989“, gefördert von der Deutschen Forschungsgemeinschaft (DFG). Die Leitung hat Anja Klöck.

## Hochschulbibliothek
Seit der Gründung der Hochschule verfügt diese über eine Bibliothek. Anfänglich spendeten der Musikhochschule örtliche Musikverleger, insbesondere der erste Direktor Heinrich Conrad Schleinitz (1802–1881) und die Stifterin Hedwig von Holstein (1819–1897). Aus den Jahren von 1844 bis 1881 sind Prüfungsprotokolle Felix Mendelssohn Bartholdys (1809–1847), Carl Ferdinand Beckers (1804–1877), Ignaz Moscheles’ (1794–1870), Moritz Hauptmanns (1792–1868) und Ferdinand Davids (1810–1873) erhalten. Im Jahr 1853 hinterließ der sächsische König Friedrich August II. (1797–1854) wertvolle Dubletten aus der Königlichen Hausbibliothek Dresden. Anfang des 20. Jahrhunderts sammelte der Musikwissenschaftler Johannes Wolgast für die Bibliothek. Im Jahr 1965 übernahm die Bibliothek Sammlungen des Konservatoriums Halle, u. a. die der Sängerin Maria von Marra-Vollmer (1822–1878). Die Bestände der Hochschule für Musik und der Theaterhochschule, z. B. eine Kollektion über den Schauspieler Hans Otto (1900–1933), wurden 1993 zusammengelegt.

## Studenten und Studentenleben
Im Wintersemester 2013/2014 waren an der Hochschule insgesamt 946 Studenten eingeschrieben. Davon 450 Männer (47,6 %) und 496 Frauen (52,4 %). Der Anteil ausländischer Studenten lag bei 275 (29,1 %). Diese kommen aus über 50 Ländern, vorrangig aus Polen, Russland, Südkorea und der Volksrepublik China. Es werden 13 ausländische Studenten vom Deutschen Akademischen Austauschdienst individuell gefördert, damit liegt die Leipziger Hochschule in der Spitzengruppe der Musikhochschulen.
Die Hochschule für Musik ist regelmäßig Ausrichter zahlreicher Musikwettbewerbe. Der Lions-Club Leipzig vergibt den mit 2.500 € dotierten Albert-Lortzing-Förderpreis für Gesang. Außerdem veranstaltet die Hochschule den Hochschulwettbewerb für Ensemble und den Young Concert Artists European Auditions in Zusammenarbeit mit dem Young Concert Artists (YCA), New York. Mit etwa 470 öffentlichen Kulturveranstaltungen jährlich ist sie unter allen deutschen Musikhochschulen führend.
Die Studenten haben die Möglichkeit bei Opernproduktionen, Oratorienaufführungen und Kammerkonzerten des Fachbereichs I mehrmals im Jahr aufzutreten. Ferner gehören auch Konzerte in Theatern der Stadt Leipzig und Sachsen zum Programm. Öffentliche Auftritte in Kammermusik und Orchester gehören auch zum Lehrplan.

## Internationale Kontakte
Die Hochschule pflegt Beziehungen mit ausländischen Universitäten.

## Persönlichkeiten
Weitere Informationen zu bekannten Persönlichkeiten der Hochschule können auf CARLA (Conservatory Archive Records Leipzig with Additions) recherchiert werden.

### Rektoren
Rektoren der Hochschule waren:

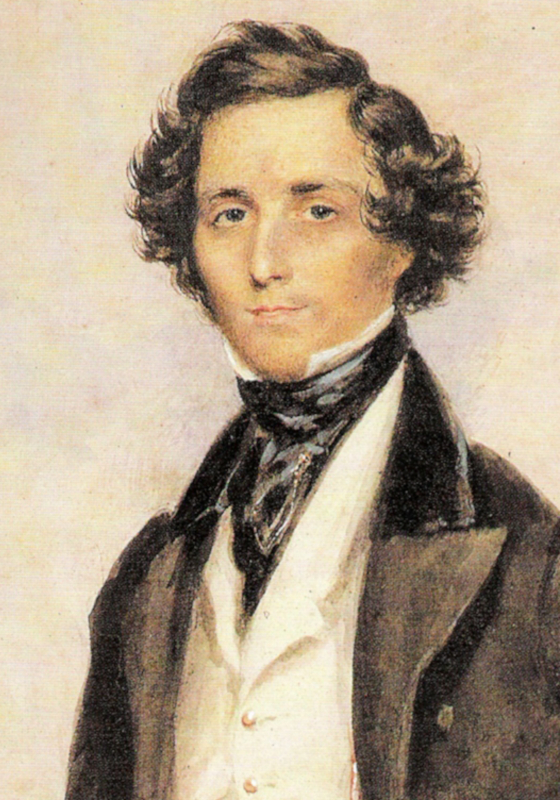
Felix Mendelssohn Bartholdy

- 1843–1847: Felix Mendelssohn Bartholdy (1809–1847)
- 1847–1881: Heinrich Conrad Schleinitz (1802–1881)
- 1881–1897: Otto Günther (1822–1897)
- 1897–1902: Carl Reinecke (1824–1910)
- 1902–1907: Arthur Nikisch (1855–1922)
- 1907–1924: Stephan Krehl (1864–1924)
- 1924–1932: Max von Pauer (1866–1945)
- 1932–1942: Walther Davisson (1885–1973)
- 1942–1945: Johann Nepomuk David (1895–1977), kommissarisch
- 1945–1948: Heinrich Schachtebeck (1886–1965)
- 1948–1973: Rudolf Fischer (1913–2003)
- 1973–1984: Gustav Schmahl (1929–2003)
- 1984–1987: Peter Herrmann (1941–2015)
- 1987–1990: Werner Felix (1927–1998)
- 1990–1997: Siegfried Thiele (1934–2024)
- 1997–2003: Christoph Krummacher (* 1949)
- 2003–2006: Konrad Körner (* 1941)
- 2006–2015: Robert Ehrlich (* 1965)
- 2015–2020: Martin Kürschner (* 1954)
- 2020–0000: Gerald Fauth (* 1959)

### Bekannte Hochschullehrer
19. Jahrhundert

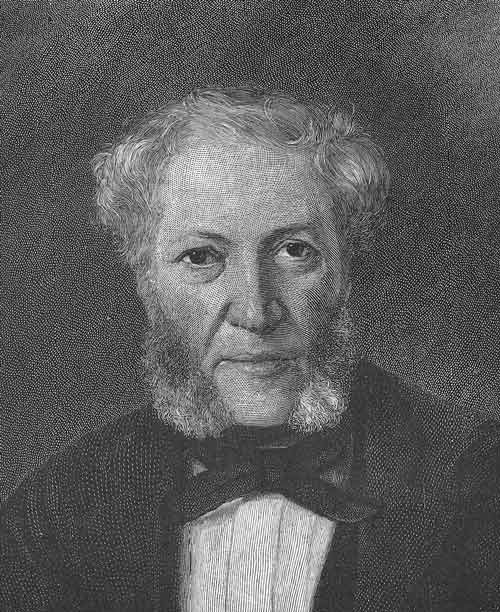
Ignaz Moscheles

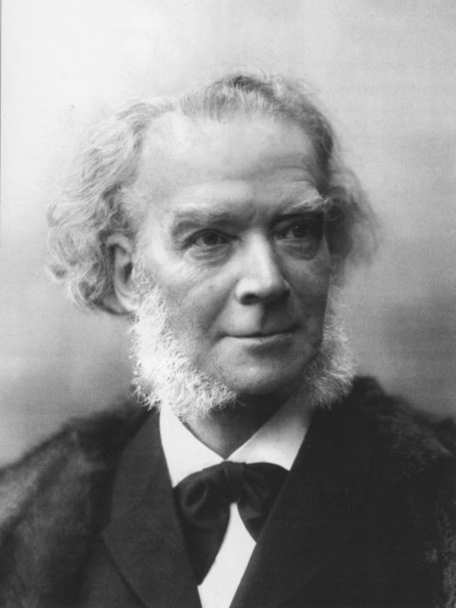
Carl Reinecke

- Wilhelm Barge (1836–1925), deutscher Flötist, 1882–1908 Lehrer am Conservatorium
- Carl Ferdinand Becker (1804–1877), deutscher Organist und Musikschriftsteller, Lehrer für Orgel und Musikgeschichte (ab 1848)
- Franz Brendel (1811–1868), deutscher Musikkritiker und Musikwissenschaftler (ab 1846)
- Adolph Brodsky (1851–1929), russischer Geiger, Professor für Violine (1883–1891)
- Henriette Bünau-Grabau (1805–1852), deutsche Sängerin, 1843–1849 Lehrerin am Conservatorium
- Ferdinand David (1810–1873), deutscher Violinvirtuose, Komponist und Freimaurer, Violinlehrer (ab 1843)
- Karl Juljewitsch Dawidow (1838–1889), russischer Komponist, Dirigent und Cellist, 1860–1862 Lehrer am Conservatorium
- Otto Dresel (1826–1890), deutsch-amerikanischer Pianist und Komponist (1879–1880)
- Raimund Dreyschock (1824–1869), deutsch-böhmischer Violinist und Komponist (ab 1851)
- Niels Wilhelm Gade (1817–1890), dänischer Komponist und Dirigent
- Auguste Götze (1840–1908), deutsche Schauspielerin, Sängerin (Alt), Gesangspädagogin und Schriftstellerin (ab 1891)
- Franz Götze (1814–1888), deutscher Violinist, Opernsänger und Gesangslehrer (1853–1867)
- Friedrich Grützmacher (1832–1903), deutscher Cellist und Komponist, 1853–1860 Lehrer am Conservatorium
- Friedrich Gumpert (1841–1906), deutscher Hornist, Professor für Horn (1882–1906)
- Moritz Hauptmann (1792–1868), deutscher Komponist, Geiger und Musiktheoretiker, Lehrer Musiktheorie (etwa ab 1843)
- Friedrich Valentin Hermann (1828–1907), deutscher Bratschist, seit 1848 Lehrer am Conservatorium, 1883 Professor
- Arno Hilf (1858–1909), deutscher Violinvirtuose (ab 1892)
- Ferdinand von Hiller (1811–1885), deutscher Komponist, Dirigent und Musikpädagoge (1843–1844)
- Gustav Hinke (1844–1893), deutscher Oboist (1873–1878)
- Paul Homeyer (1853–1908), deutscher Organist (ab 1885)
- Salomon Jadassohn (1831–1902), deutscher Komponist, Pianist und Musiktheoretiker, Lehrer für Klavier, Komposition und Musiktheorie (ab 1871)
- Joseph Joachim (1831–1907), österreichisch-ungarischer Violinist, Dirigent und Komponist (ab 1849)
- Moritz Klengel (1793–1870), deutscher Geiger (ab 1843)
- Paul Klengel (1854–1935), deutscher Dirigent und Komponist (ab 1883)
- Hermann Kretzschmar (1848–1924), deutscher Musikwissenschaftler (ab 1871)
- Louis Lübeck (1838–1904), deutscher Cellist (1863–1868)
- Felix Mendelssohn Bartholdy (1809–1847), deutscher Komponist, Gewandhausdirektor und Gründer der Einrichtung (April 1843–1847)
- Ignaz Moscheles (1794–1870), böhmischer Komponist, Pianist und Musikpädagoge, Dozent für Klavier (ab 1843)
- Robert Müller (1849–1909), deutscher Posaunist (ab 1882)
- Robert Papperitz (1826–1903), deutscher Organist und Hochschullehrer (ab 1851)
- Oscar Paul (1836–1898), deutscher Musikwissenschaftler (1868–1898)
- Karl Piutti (1846–1902), deutscher Komponist, Lehrer für Komposition (ab 1875)
- Louis Plaidy (1810–1874), deutscher Pianist, Klavierpädagoge und Komponist (1843–1865)
- August Prost (1852–19??), deutscher Theaterschauspieler, Opernsänger, Opernregisseur und Gesangspädagoge (ab 1889)
- Friedrich Rebling (1834–1900), deutscher Sänger, Lehrer am Conservatorium
- Alois Reckendorf (1841–1911), deutscher Pianist, Lehrer für Klavier, Komponist (1877–1911)
- Willy Rehberg (1863–1937), Schweizer Pianist, Komponist und Musikpädagoge (ab 1884)
- Carl Reinecke (1824–1910), deutscher Komponist, Pianist und Dirigent, Lehrer für Klavier und Komposition (ab 1860)
- Alfred Richter (1846–1919), deutscher Pianist, Komponist, Dirigent und Musikschriftsteller (1873–1879)
- Ernst Friedrich Richter (1808–1879), deutscher Komponist, Professor für Harmonielehre (1868–1879)
- Julius Rietz (1812–1877), deutscher Dirigent und Komponist, Lehrer für Komposition (ab 1848)
- Engelbert Röntgen (1829–1897), deutsch-niederländischer Geiger, Lehrer am Conservatorium
- Wilhelm Rust (1822–1892), deutscher Komponist, Musikwissenschaftler, Bachforscher und Thomaskantor (ab 1878)
- Adolf Ruthardt (1849–1934), deutscher Pianist, Komponist und Herausgeber (ab 1886)
- Adolf Schimon (1820–1887), österreichisch-deutscher Pianist, Gesangslehrer und Komponist (ab 1874, sowie ab 1886)
- Anna Schimon-Regan (1841–1902), deutsche Sängerin (Sopran/Mezzosopran) und Gesangslehrerin (1886–1891)
- Henry Schradieck (1846–1918), deutscher Geiger, Musikpädagoge und Komponist (ab 1874)
- Gustav Schreck (1849–1918), deutscher Musikerzieher, Komponist und Thomaskantor (1887–1917)
- Carl Schroeder (1848–1935), deutscher Cellist, Komponist und Dirigent (ab 1874)
- Edmund Schuëcker (1860–1911), österreichischer Harfenist und Komponist (ab 1884)
- Robert Schumann (1810–1856), deutscher Komponist und Pianist, Lehrer für Klavier (1843)
- Johannes Weidenbach (1847–1902), deutscher Pianist und Hochschullehrer (ab 1873)
- Julius Weissenborn (1837–1888), deutscher Fagottist, Komponist und Hochschullehrer (1882–1887)
- Karl Wendling, deutscher Pianist und Musikpädagoge (ab 1884)
- Ernst Ferdinand Wenzel (1808–1880), deutscher Pianist, Klavierpädagoge und Musikschriftsteller (1843–1880)
- Bruno Zwintscher (1838–1905), deutscher Klavierpädagoge (1875–1896)

20. Jahrhundert

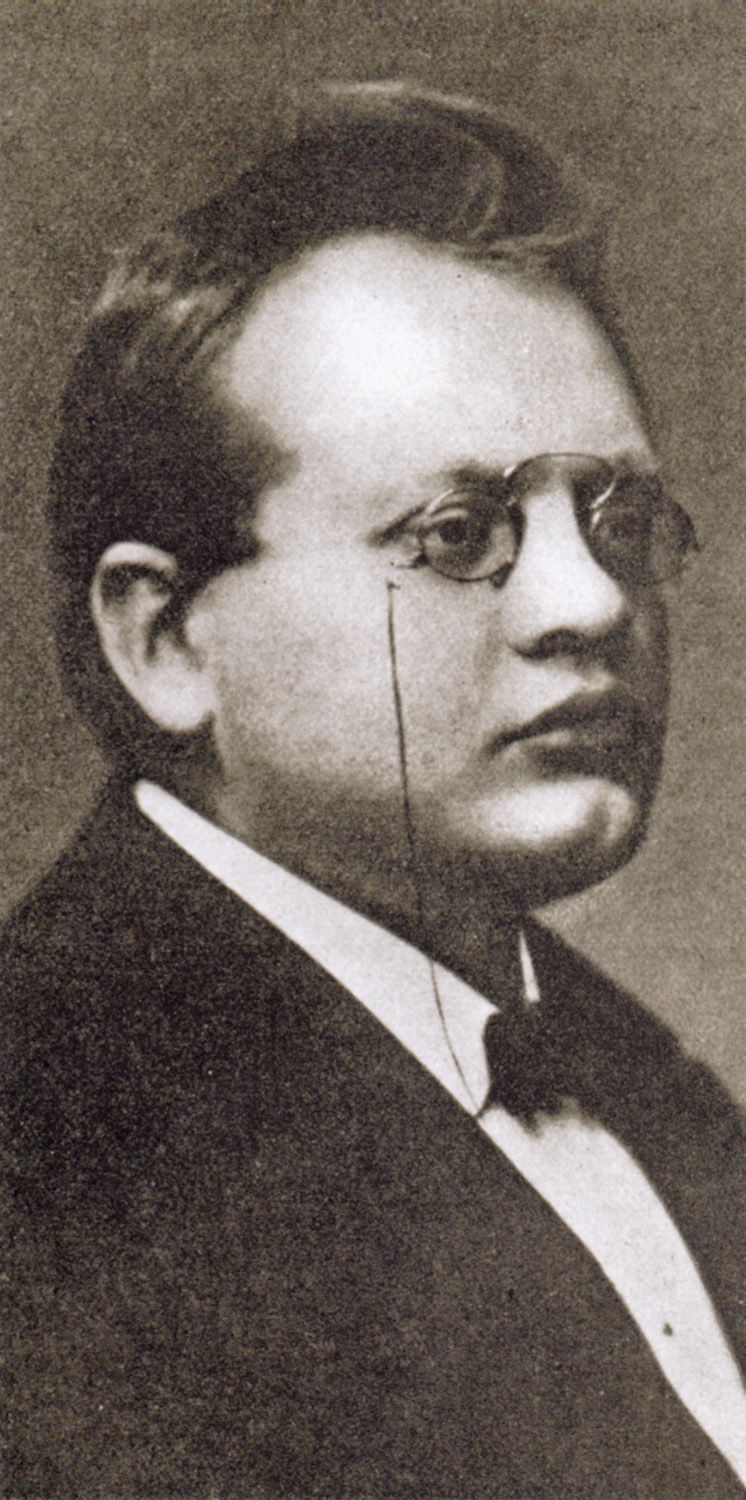
Max Reger

- Egon Bölsche (1907–1970), deutscher Kapellmeister, Professor für Musik (1949–1954)
- Fritz von Bose (1865–1945), deutscher Pianist und Komponist, 1898–1932 in Leipzig
- Johann Nepomuk David (1895–1977), österreichischer Komponist, Professor und Direktor der Einrichtung (1939–1945)
- Paul Graener (1872–1944), deutscher Komponist, Professor für Komposition  (1920–1927)
- Hans Grisch (1880–1966), deutscher Pianist und Professor für Musiktheorie
- Sigfrid Grundeis (1900–1953), deutscher Pianist und Professor, Liszt-Interpret
- Sigfrid Karg-Elert (1877–1933), deutscher Komponist, Musiktheoretiker, Musikpädagoge, Pianist, Organist und Harmoniumspieler, Lehrer für Klavier, Komposition und Musiktheorie (ab 1919), Professur (1932–1933)
- Julius Klengel (1859–1933), deutscher Cellist, Dozent für Violoncello (ab 1881)
- Télémaque Lambrino (1878–1930), Pianist
- Paul Losse (1890–1962), Professor für Schulmusik und Stimmbildung (1946–1958), Konzert- und Oratoriensänger
- Arnold Matz (1904–1991), deutscher Komponist und Bratschist, Professor für Tonsatz und Viola (ab 1954)
- Werner Neumann (1905–1991), Bachforscher
- Carlernst Ortwein (1916–1986), deutscher Pianist und Komponist (Unterhaltungsmusik als Conny Odd)
- Max Reger (1873–1916), deutscher Komponist, Pianist und Dirigent, Professor für Orgel und Komposition (1907–1908)
- Konrad Siebach (1912–1995), deutscher Kontrabassist, Lehrer für Kontrabass (1952–1992), Professur ab 1990
- Hans Sitt (1850–1922), deutscher Komponist, Lehrer für Violine (1883–1921)
- Hugo Steurer (1914–2004), deutscher Pianist, Professor für Klavier (1953–58)
- Georg Trexler (1903–1979), deutscher Kirchenmusiker, Musikpädagoge und Komponist
- Amadeus Webersinke (1920–2005), deutscher Pianist und Organist, Professor für Klavier (ab 1953)
- Elfrun Gabriel (1939–2010), deutsche Pianistin

HMT (seit 1992)

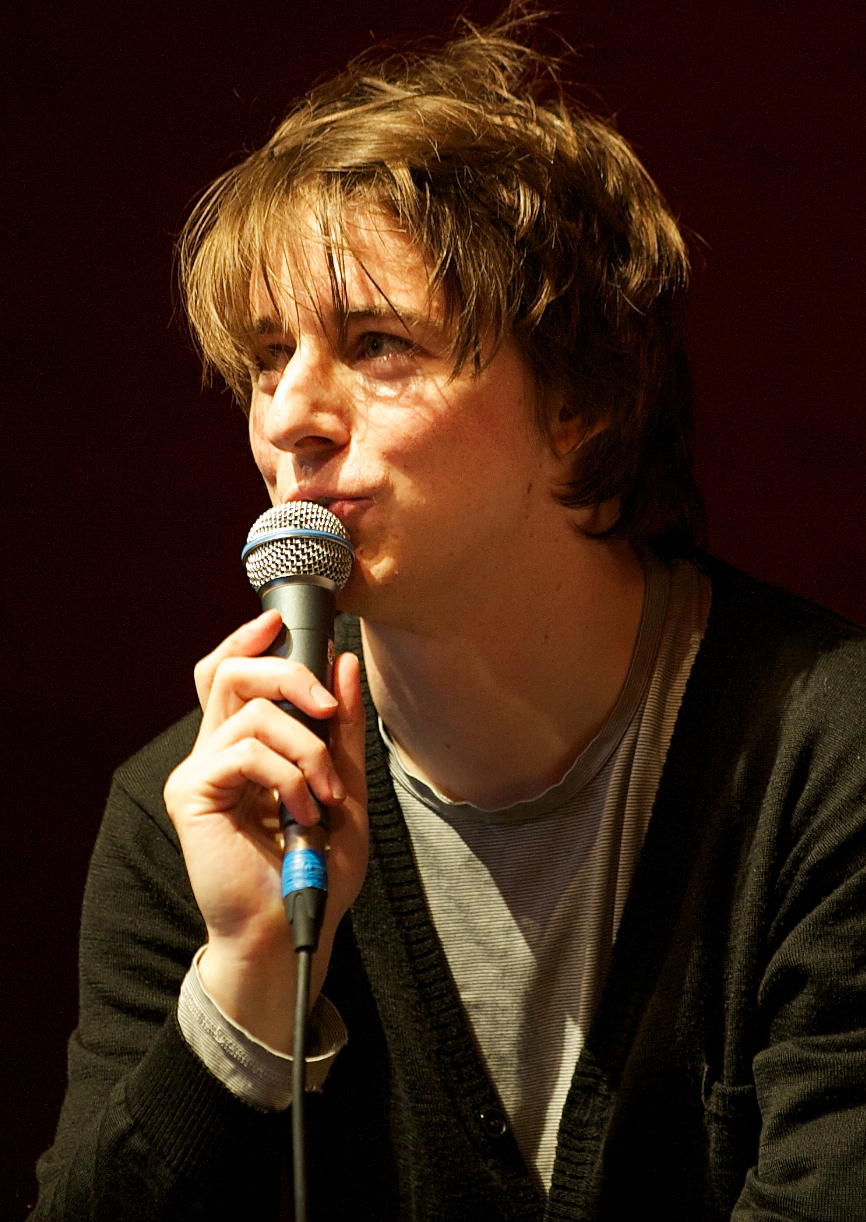
Michael Wollny

- Richie Beirach (* 1947), amerikanischer Jazz-Pianist, Professor für Jazz-Klavier (2000–2014)
- Pepe Berns (* 1966), deutscher Jazz-Bassist, Professor für Jazz-Kontrabass
- Ullrich Böhme (* 1956), Organist
- Peter Bruns (* 1963), deutscher Cellist, Professor für Cello (seit 2005)
- Nick Deutsch (* 1972), australischer Oboist, Professor für Oboe (seit 2010)
- Wolfram Dix (1957–2022), deutscher Jazz-Schlagzeuger, Dozent für Schlagzeug und Rhythmusunterricht
- Friedhelm Eberle (* 1935), Schauspieler, Honorarprofessor für Schauspiel
- Wolfgang Engel (1943–2025), Regisseur, Intendant, Honorarprofessor für Schauspiel
- Evelyn Fischer (* 1964), deutsche Sängerin und Moderatorin, Dozentin (seit 1992), Professur für Jazz-Gesang
- Helga Forner (1936–2004), Professorin für Gesang
- Caspar Frantz (* 1980), Pianist, Professor für Klavierkammermusik (seit 2015)
- Alexander Gamnitzer (* 1978), Regisseur, Schauspieler, Professor für Schauspiel
- Peter Mario Grau (* 1955), Dozent für Schauspiel (1980–1983 und 1995–1996)
- Anne-Kathrin Gummich (* 1964), Professorin für Schauspiel (seit 2005)
- Olaf Hilliger (* 1962), Schauspieler, Regisseur, Professor für Schauspiel
- Ekkehard Kiesewetter (* 1934), Regisseur, Intendant, Professor für Schauspiel
- Martin Krumbiegel (* 1963), Musikwissenschaftler
- Erwin Leister (* 1924), deutscher Theaterregisseur, Musical (1991–2004)
- Fabien Lévy (* 1968), Komponist, Professor für Komposition (ab 2017)
- Claus-Steffen Mahnkopf (* 1962), deutscher Komponist, Autor und Herausgeber, Professor für Komposition (ab 2005)
- Tatjana Masurenko (* 1965), deutsche Bratschistin, Professorin für Viola (2003–2022)
- Katja Paryla (1940–2013), Schauspielerin, Honorarprofessorin für Schauspiel
- Christian A. Pohl (* 1975), deutscher Pianist, Professor für Klavier (seit 2009)
- Hermann Christian Polster (* 1937), deutscher Opernsänger, Professor für Gesang
- Frank Raschke (* 1964), Musiker, Komponist, Professor für Liedgestaltung
- Siegfried Thiele (1934–2024), deutscher Komponist (1962–2003)
- Regina Werner-Dietrich (* 1950), Sopranistin, Professorin für klassischen Gesang
- Carolin Widmann (* 1976), deutsche Violinistin, Professorin für Violine (seit 2006)
- Michael Wollny (* 1978), deutscher Jazzpianist, seit 2014 Professor für Jazz-Klavier

### Bekannte Alumni

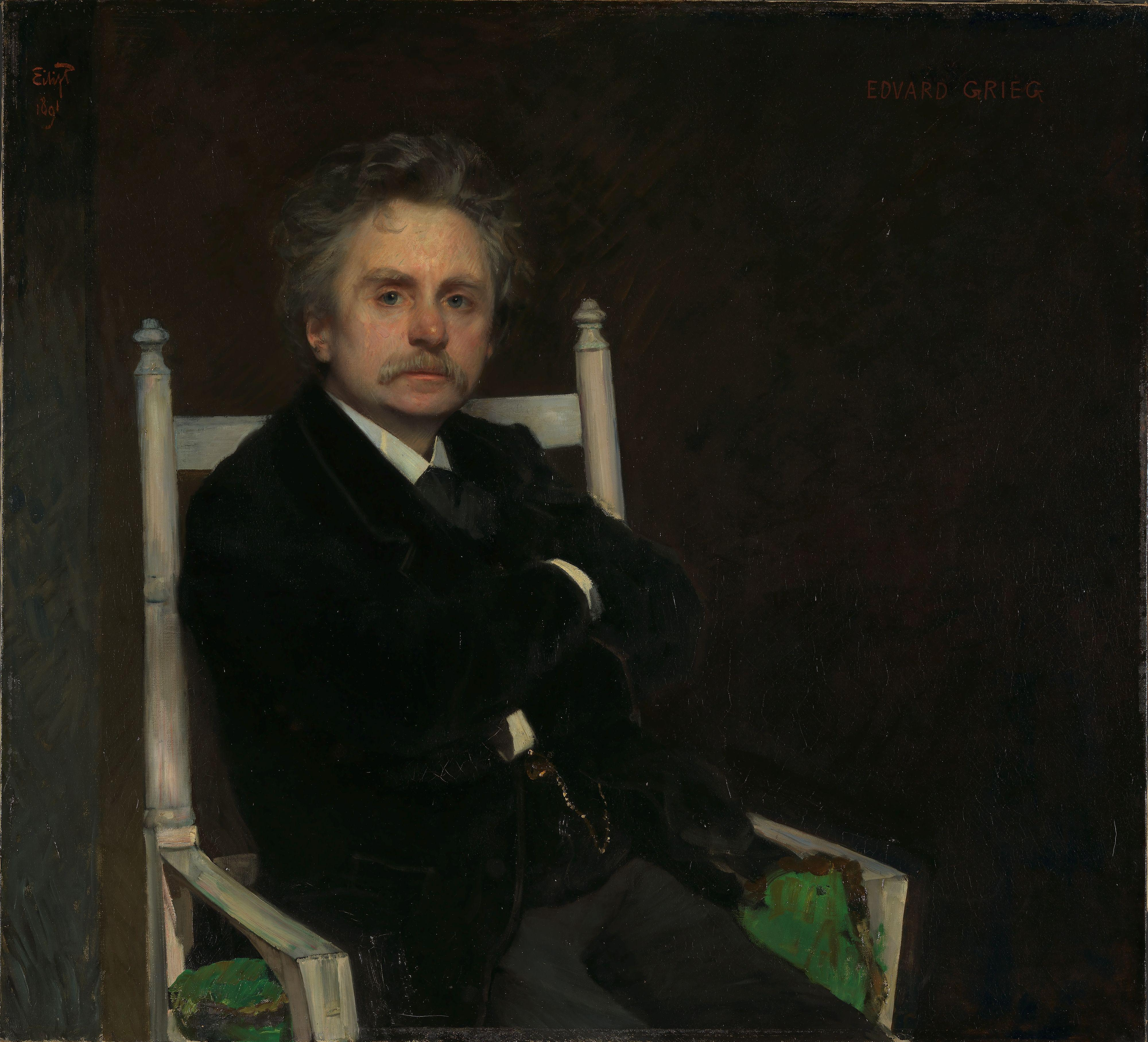
Edvard Grieg

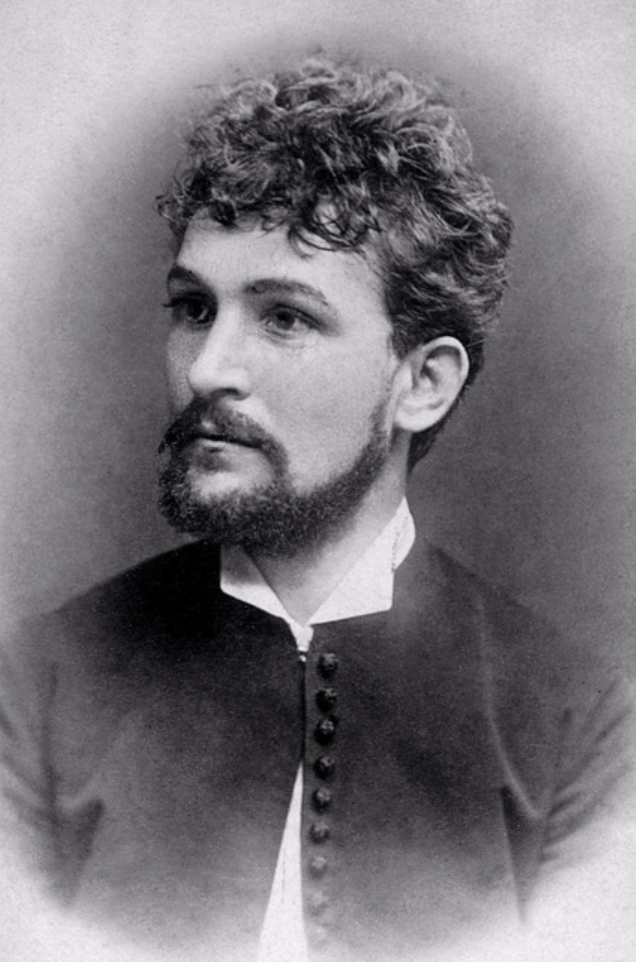
Leoš Janáček

#### 19. Jahrhundert
- Franziska Jarke (1815–1896), deutsche Schriftstellerin
- Johannes Verhulst (1816–1891), niederländischer Komponist und Dirigent
- Sir Arthur Sullivan (1842–1900), englischer Komponist
- Edvard Grieg (1843–1907), norwegischer Komponist
- Hugo Riemann (1849–1919), Musiktheoretiker, Musikhistoriker, Musikpädagoge und Musiklexikograph
- Émile Sauret (1852–1920), französischer Violinvirtuose, Komponist
- Johannes Nicolaas Helstone (1853–1927), surinamischer Komponist, Pianist, Organist und Dirigent
- Leoš Janáček (1854–1928), Komponist
- Julius Röntgen (1855–1932), niederländischer Komponist, Pianist und Dirigent, geboren in Leipzig
- Richard Sahla  (1855–1931), österreichischer Violinvirtuose, Dirigent, Komponist, gestorben in Bückeburg
- Christian Sinding (1856–1941), norwegischer Komponist
- Richard Franck (1858–1938), Komponist, Pianist und Dirigent
- Ethel Smyth (1858–1944), englische Komponistin
- Isaac Albéniz (1860–1909), spanischer Komponist und Pianist
- Ferdinand Pfohl (1862–1949), Musikkritiker, Musikschriftsteller, Komponist
- Frederick Delius (1862–1934), englischer Komponist
- Felix von Weingartner (1863–1942), österreichischer Dirigent, Komponist, Pianist und Schriftsteller
- Ernst Maschke (1867–1940), deutscher Organist, Komponist und Musikpädagoge
- Sigfrid Karg-Elert (1877–1933), Komponist

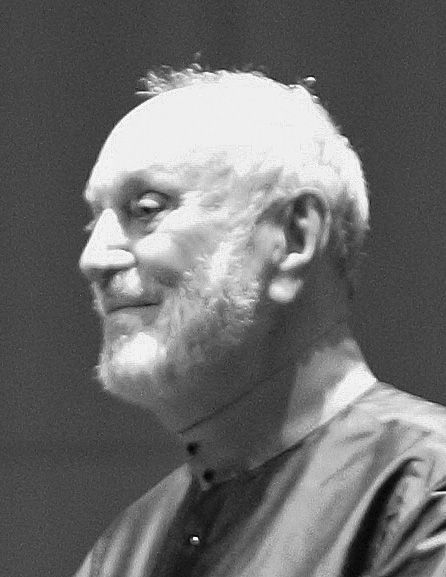
Kurt Masur

#### Erste Hälfte 20. Jahrhundert
- Carl Adolf Martienssen (1881–1955), Pianist und Musikpädagoge
- Wilhelm Backhaus (1884–1969), Pianist
- Hermann Keller (1885–1967), Kirchenmusiker und Musikwissenschaftler
- Rudolf Mauersberger (1889–1971), Chorleiter und Komponist, Kreuzkantor
- Sir Adrian Boult (1889–1983), englischer Dirigent
- Erwin Schulhoff (1894–1942), Komponist und Pianist
- Johannes Weyrauch (1897–1977), Komponist
- Günther Ramin (1898–1956), Organist, Chorleiter und Komponist
- Benar Heifetz (1899–1974), Cellist
- Jón Leifs (1899–1968), isländischer Komponist
- Wilhelm Weismann (1900–1980), Komponist und Musikwissenschaftler
- Otto Busch (1901–1985), Organist, Komponist und Musikpädagoge
- Franz Konwitschny (1901–1962), Dirigent
- Saitō Hideo (1902–1974), Cellist und Dirigent, Lehrer u. a. Seiji Ozawas
- Erhard Mauersberger (1903–1982), Organist, Musiklehrer, Thomaskantor
- Kurt Thomas (1904–1973), Komponist und Chorleiter
- Hugo Distler (1908–1942), Komponist und Kirchenmusiker
- Wolfgang Fortner (1907–1987), Komponist, Kompositionslehrer und Dirigent
- Helmut Walcha (1907–1991), Organist und Cembalist
- Miklós Rózsa (1907–1995), ungarisch-amerikanischer Hollywood-Filmkomponist
- Robert Köbler (1912–1970), Universitätsorganist
- Martin Flämig (1913–1998), Chorleiter, evangelischer Landeskirchenmusikdirektor, Kreuzkantor
- Amadeus Webersinke (1920–2005), Pianist und Organist
- Gerhard Bosse (1922–2012), Geiger und Dirigent
- Christoph Hohlfeld (1922–2010), Musiktheoretiker, Komponist, Hochschullehrer
- Karl Richter (1926–1981), Chorleiter, Dirigent, Cembalist, Organist
- Klaus Tennstedt (1926–1998), Dirigent
- Ruth Zechlin (1926–2007), Komponistin, Organistin
- Kurt Masur (1927–2015), deutscher Dirigent (ohne Abschluss)

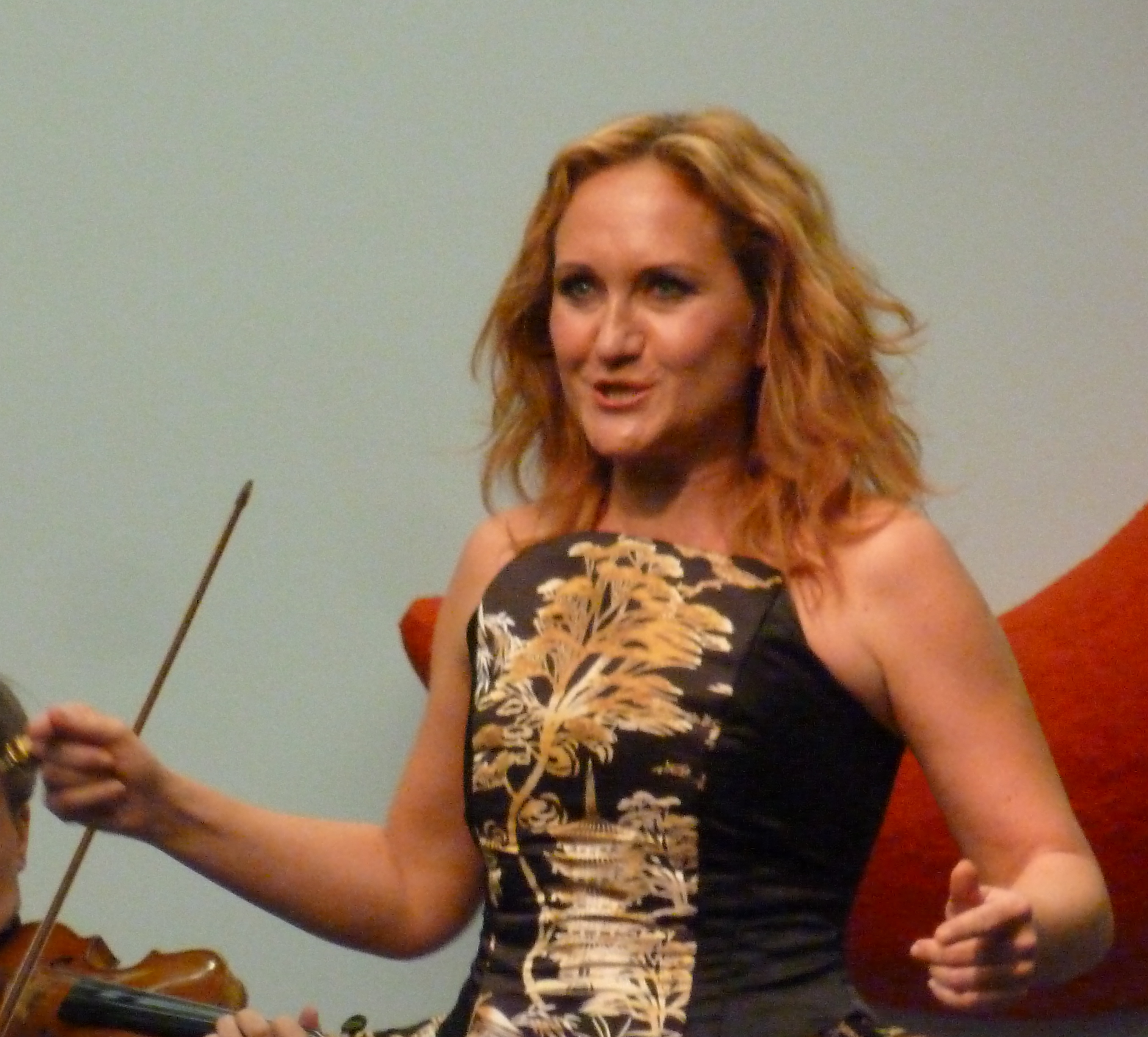
Simone Kermes

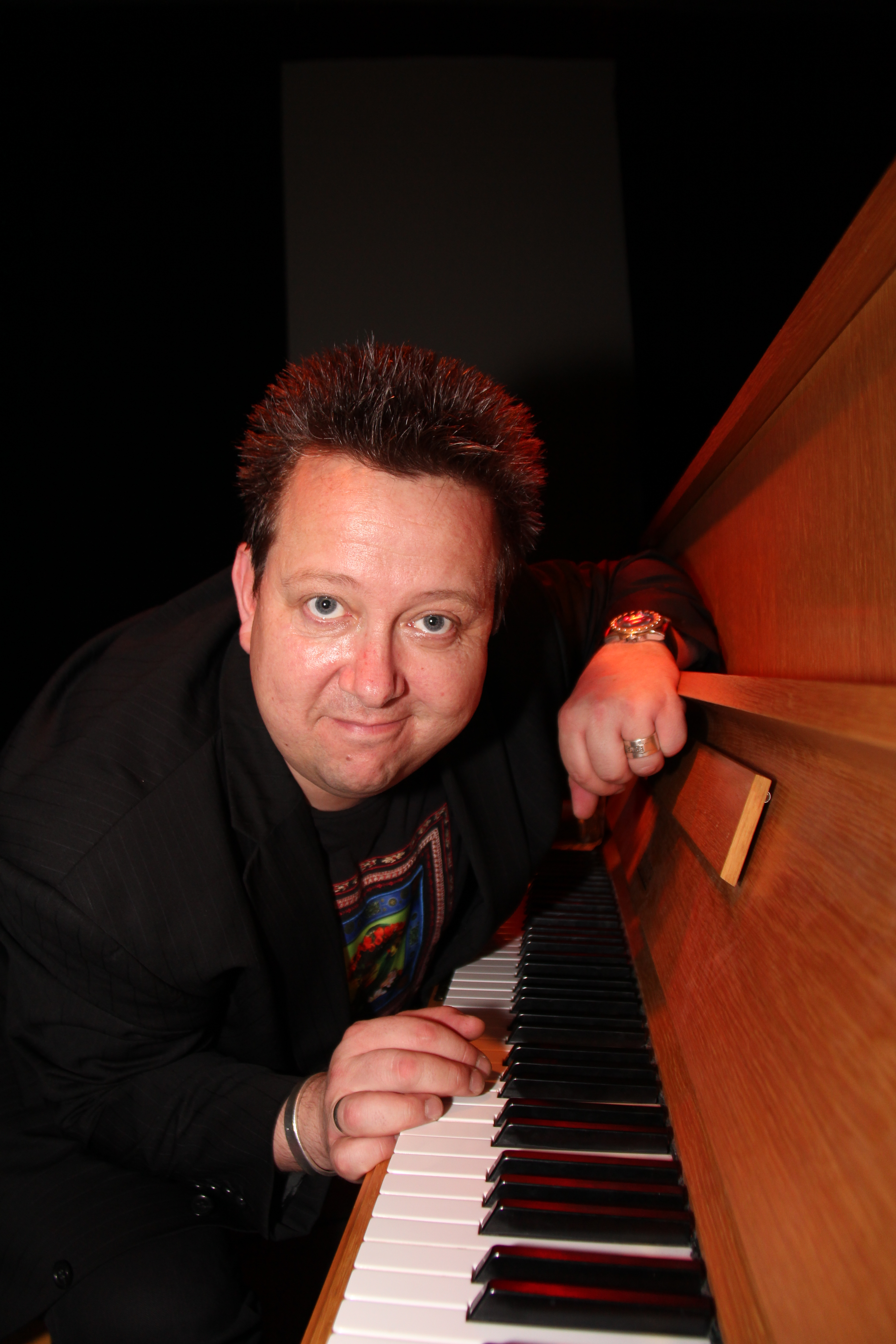
Sebastian Krumbiegel

#### Zweite Hälfte 20. Jahrhundert
- Heinz Schulz (1920–1998), Komponist und Militärmusiker
- Albrecht Haupt (* 1929), Kirchenmusik- und Universitätsmusikdirektor
- Götz Friedrich (1930–2000), Regisseur
- Karl-Heinz Kämmerling (1930–2012), Klavierpädagoge
- Siegfried Thiele (1934–2024), Komponist
- Harry Kupfer (1935–2019), Opernregisseur
- Annerose Schmidt (1936–2022), Pianistin
- Christoph Schroth (1937–2022), Regisseur
- Hans-Joachim Scheitzbach (1939–2024), Solocellist
- Elfrun Gabriel (1939–2010), Pianistin
- Ludwig Güttler (* 1943), Trompeter
- Rosemarie Lang, Sängerin
- Kurt Grahl (1947–2025), Kirchenmusiker und Komponist
- Gotthold Schwarz (* 1952), Sänger und Thomaskantor
- Georg Christoph Biller (1955–2022), Thomaskantor
- Ullrich Böhme (* 1956), Organist
- Matthias Eisenberg (* 1956), Organist
- Steffen Schleiermacher (* 1960), Komponist und Pianist
- Michael Schönheit (* 1961), Organist und Dirigent
- Irina Pauls (* 1961), Choreografin
- Tobias Künzel (* 1964), Popsänger
- Frank-Michael Erben (* 1965), Geiger
- Astrid Harzbecker (* 1965), Komponistin, Texterin und Sängerin volkstümlicher Schlager
- Simone Kermes (* 1965), Sängerin
- Sebastian Krumbiegel (* 1966), Popsänger
- Matthias Goerne (* 1967), Sänger
- Annett Illig (* 1968), Sängerin

Siehe auch: Bekannte Absolventen der Theaterhochschule Leipzig

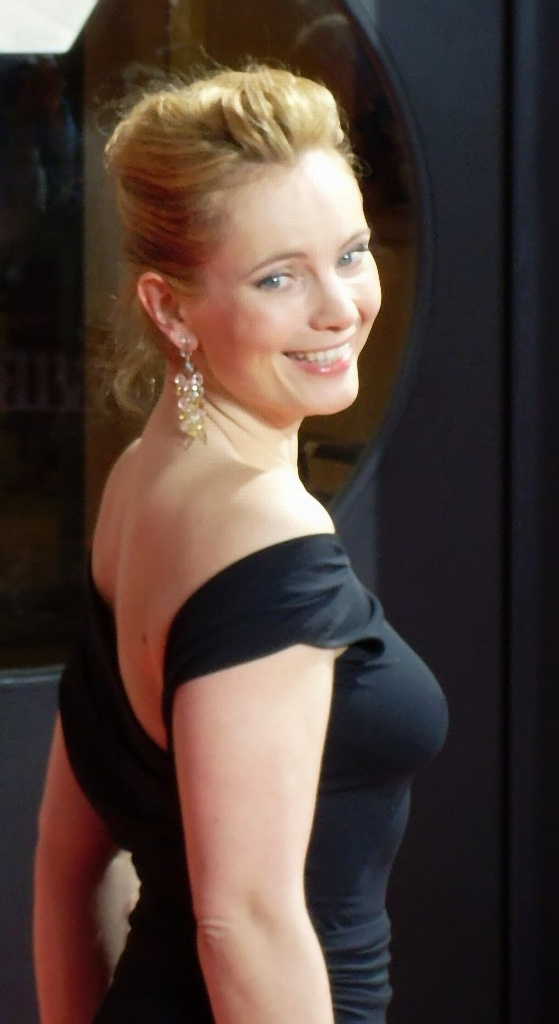
Nadja Uhl

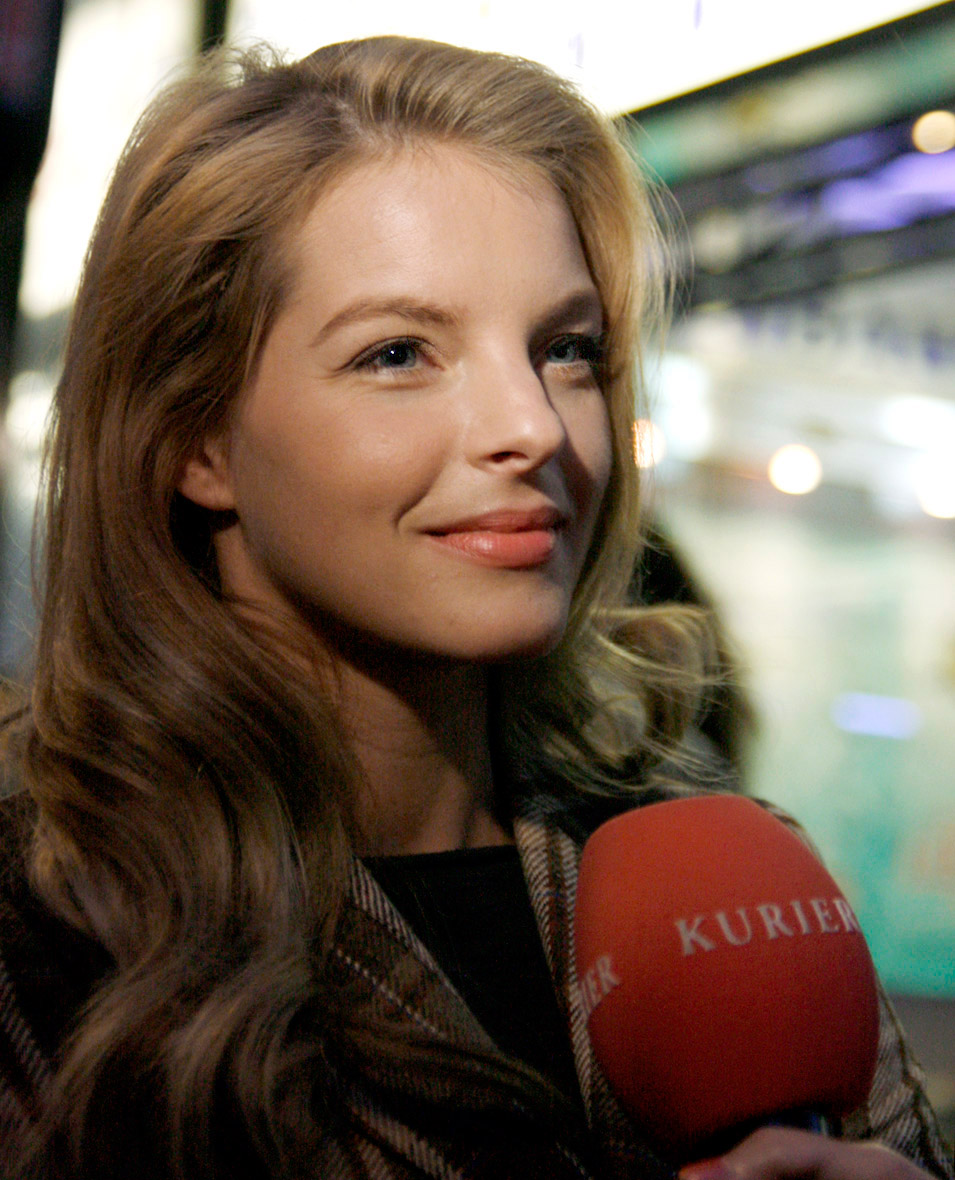
Yvonne Catterfeld

#### HMT (seit 1992)
- Sanam Afrashteh (* 1976), Schauspielerin, Sängerin
- Malick Bauer (* 1991), Schauspieler
- Benito Bause (* 1991), Schauspieler und Musiker
- Mareike Beykirch (* 1986), Schauspielerin
- Benjamin Berger (* 1986), Regisseur und Schauspieldozent
- Barbara Bily (* 1982), Dramaturgin
- Lisa Bitter (* 1984), Schauspielerin
- Lorris Andre Blazejewski (* 1986), Schauspieler, Sänger, Filmproduzent
- Mirja Boes (* 1971), Schauspielerin, Komikerin und Sängerin
- Yvonne Catterfeld (* 1979), Sängerin, Schauspielerin, Musikerin und Moderatorin
- Klara Deutschmann (* 1989), Schauspielerin, Vorstand im Bundesverband Schauspiel
- Andreas Döhler (* 1974), Schauspieler
- Lea Draeger (* 1980), Schauspielerin und Schriftstellerin
- Hendrik Duryn (* 1967), Schauspieler
- Moritz Führmann (* 1978), Schauspieler
- Christoph Gedschold (* 1977), Musiker und Dirigent
- Nina Gnädig (* 1977), Schauspielerin
- Mirga Gražinytė-Tyla (* 1986), Dirigentin
- Cornelia Gröschel (* 1987), Schauspielerin
- Maximilian Grill (* 1976), Schauspieler
- Nina Gummich (* 1991), Schauspielerin
- Franziska Hartmann (* 1984), Schauspielerin
- Sebastian Hartmann (* 1968), Regisseur, Intendant
- Jannik Hinsch, Schauspieler und Sänger
- Max Hubacher (* 1993), Schauspieler
- Jan Jochymski (* 1969), Regisseur, Schauspieldirektor
- Lisa Jopt (* 1982), Schauspielerin, Präsidentin der Genossenschaft Deutscher Bühnen-Angehöriger
- Thomas Koch (* 1971), Schauspieler
- Julia-Maria Köhler (* 1978), Schauspielerin
- Alexander Khuon (* 1979), Schauspieler
- Wolfram Lattke (* 1978), Sänger
- Christoph Letkowski (* 1982), Schauspieler
- Christel Loetzsch (* 1986), Sängerin
- Philipp Lux (* 1973), Schauspieler, Regisseur, Schauspieldozent
- Sina Martens (* 1988), Schauspielerin
- Peter Moltzen (* 1970), Schauspieler
- Franz Pätzold (* 1989), Schauspieler
- Max Radestock (* 1988), Regisseur
- Bastian Reiber (* 1985), Schauspieler und Regisseur
- Lea Ruckpaul (* 1987), Schauspielerin, Autorin
- Dominik Schiefner (* 1979), Regisseur, Komponist, Professor für Schauspiel
- Tanja Schleiff (* 1973), Schauspielerin
- Elisa Schlott (* 1994), Schauspielerin
- Katharina Schmalenberg (* 1973), Schauspielerin
- Petra Schmidt-Schaller (* 1980), Schauspielerin
- Peter Schneider (* 1975), Schauspieler, Musiker
- Theresa Scholze (* 1980), Schauspielerin
- Isabel Schosnig (* 1972), Schauspielerin
- Albrecht Schuch (* 1985), Schauspieler
- Steffen Siegmund, Schauspieler und Regisseur
- Lou Strenger (* 1992), Schauspielerin
- Stephanie Stumph (* 1984), Schauspielerin
- David Timm (* 1969), Komponist, Pianist, Organist, Jazzmusiker, Chorleiter, Universitätsmusikdirektor in Leipzig
- Nadja Uhl (* 1972), Schauspielerin
- Tom Wlaschiha (* 1973), Schauspieler
- Andreas Moisa (* 1977), Komponist

### Ensembles ehemaliger Studenten
- Iturriaga Quartett
- Mendelssohn-Quartett
- voicemade ensemble
- Schauspielbrigade Leipzig